# Sebastián Leto
Sebastián Eduardo Leto (* 30. August 1986 in Buenos Aires) ist ein argentinischer Fußballspieler.
Leto begann seine Karriere bei dem Club Atlético Lanús in Buenos Aires und spielte seit 2005 in der ersten Mannschaft. Im Sommer 2007 wechselte er zum FC Liverpool. Sein erstes Spiel absolvierte er am 28. August 2007 im UEFA-Champions-League-Qualifikationsspiel gegen den FC Toulouse. Nachdem sein Antrag auf eine Arbeitserlaubnis in England im August 2008 abgelehnt worden war, wurde Leto für eine Spielzeit an den griechischen Verein Olympiakos Piräus ausgeliehen. 2009 wechselte Leto für eine Ablösesumme von vier Millionen Euro zu Panathinaikos Athen.

## Erfolge
- Griechischer Meister: 2009, 2010
- Griechischer Pokalsieger: 2009, 2010